# Phytomyza schuetzei
Phytomyza schuetzei är en tvåvingeart som beskrevs av Erich Martin Hering 1955. Phytomyza schuetzei ingår i släktet Phytomyza och familjen minerarflugor.
Artens utbredningsområde är Tyskland. Inga underarter finns listade i Catalogue of Life.